# سیارک ۷۲۱۷
سیارک ۷۲۱۷ (به انگلیسی: 7217 Dacke، نامگذاری:1979QX3) هفت هزار و دویست و هفدهمین سیارک کشف شده‌است که در ۲۲ اوت ۱۹۷۹ کشف شد.
قدر مطلق سیارک برابر ۱۱٫۵۰ است.